# Roger Picard
Pour les articles homonymes, voir Picard (homonymie).
Roger Picard, né le 1er septembre 1884 à Besançon et mort le 16 mars 1950 à Versailles, est un universitaire français, professeur de droit, actif dans plusieurs associations et directeur de cabinet de deux ministres de la IIIe République.

## Biographie

### Carrière universitaire
Issu d'une famille juive du Doubs, fils aîné de Louis Picard, président de la Chambre syndicale des marchands tailleurs et confections de l'Est de la France, et de Stéphanie (ou Fanny) Fraincaud, Roger Picard suit des études de droit à la Faculté de droit de Paris, où il devient l'ami de Bernard Lavergne, Gaëtan Pirou et William Oualid, futurs universitaires comme lui. 
Il s'intéresse au droit mais aussi à l'histoire, notamment à la Révolution française, et à la condition ouvrière. L'une de ses deux thèses de doctorat porte en 1910 sur Les cahiers de 1789 et les classes ouvrières et il est admis en 1911 à la Société d'histoire moderne. Licencié ès-lettres, docteur en droit et en sciences économiques, il est reçu au concours d'agrégation des facultés de droit en 1919. Il est professeur de droit à la Faculté de droit de l'université de Lille de 1923 à 1927, date à laquelle il est appelé à l'université de Paris en qualité de chargé de cours. Professeur sans chaire en octobre 1930, il est nommé à la chaire d'économie politique en mars 1937, puis en novembre 1938 à celle de statistique de la faculté de droit de Paris. 
Il a publié, traduit et préfacé de nombreux ouvrages, écrit beaucoup d'articles et de rapports. Il a collaboré à plusieurs revues et journaux, tels la Revue d'économie politique (il s'y occupe avant 1914 des comptes-rendus de livres publiés en anglais), La Victoire économique, L'Europe nouvelle, La France judiciaire, Le Capital, Le Journal du commerce, L'Orientation économique, les quotidiens L'Intransigeant et Le Journal (1938-1939), etc. Il est l'un des deux secrétaires de la rédaction à partir de 1920 de la Revue d'histoire économique et sociale, puis son rédacteur en chef en 1931 et enfin l'un de ses directeurs avec François Albert-Buisson, de 1935 à 1939.
Il est en 1929 président du conseil d'administration des éditions Kra (Éditions du Sagittaire), qui viennent de se constituer en société anonyme.
Par deux fois, en 1938 et 1940, il échoue à se faire élire à l'Académie des sciences morales et politiques.

### Les débuts socialistes et l'engagement coopératif
Comme ses amis Bernard Lavergne (économiste), Gaëtan Pirou et William Oualid, il est influencé avant la Première Guerre mondiale par le socialiste réformiste Albert Thomas et participe sous son magistère à un groupe d'études socialistes. Il collabore à La Revue socialiste animée par Thomas, son rédacteur en chef puis directeur - il y publie des comptes-rendus d'ouvrages à partir de 1909 - et devient son secrétaire de rédaction en juillet 1913. Il publie en 1913 une brochure Le minimum légal de salaire,  dans la collection Les Cahiers du socialiste.  Il est aussi influencé par le protestanisme social de Charles Gide. En 1910, il est élu au comité central de l'Union coopérative, présidé par Gide, et en 1912 au conseil central de la nouvelle Fédération nationale des coopératives de consommation.
Il s'intéresse aux conditions de travail et aux faibles salaires des ouvriers, et surtout des ouvrières, à domicile. Il est l'un des rares Français à participer aux congrès international du travail à domicile (Bruxelles en 1910, Zurich en 1912). Il est désigné correspondant de l'Office international du travail à domicile, et chargé de constituer son antenne française, qu'il préside, secondé notamment par le député socialiste Édouard Vaillant. 
Mobilisé en 1914, il est appelé au cours de la guerre par Albert Thomas au ministère de l'armement. Il critique les grèves de l'après-guerre, appelant les ouvriers à prendre conscience « de leurs responsabilités présentes dans la gestion économique des intérêts de la nation » alors que la grève « cause un préjudice à la nation entière », et appelant aussi les patrons à accepter les lois sociales, notamment la loi sur la journée de 8 heures. Il publie une étude sur la possibilité du contrôle ouvrier sur la gestion des entreprises. 
Il dirige alors le bulletin de l'Association française pour la lutte contre le chômage et pour l'organisation du marché du travail, dont sont membres Albert Thomas et Charles Gide. Il est aussi en 1919 secrétaire général adjoint de cette association . Cette dernière fusionne en 1926 avec deux autres pour donner l'Association française pour le progrès social (AFPS), à l'instigation d'Albert Thomas, son premier président. En sont membres Charles Gide, Léon Jouhaux, le leader de la CGT non-communiste ainsi que des leaders du monde patronal comme Ernest Mercier - comme d'autres membres de l'AFPS, Roger Picard a participé aux travaux du Redressement français de Mercier - ou Henri de Peyerimhoff de Fontenelle. L'AFPS met en valeur les vertus de la modernisation économique et de la collaboration des classes sociales. Roger Picard en est le secrétaire général adjoint en 1926 et anime avec Max Lazard le bulletin de l'Association, Les Documents du travail, qui donne la parole aussi bien à des industriels qu'à des syndicalistes ouvriers ou à des universitaires. 
Il a collaboré à la Revue des études copératives de Gide et Lavergne, à l'Action coopérative et au Coopérateur de France. Au titre du mouvement copératif, il est membre suppléant du Comité national économique, où il côtoie Charles Gide.

### Ligue des droits de l'homme
Membre de la SFIO au début des années 1920, de l'association La paix par le droit et de l'Association française pour la Société des nations, il a été élu membre du comité central de la Ligue française pour la défense des droits de l'homme et du citoyen de 1923 à 1947, trésorier général (1928-1932) et vice-président (1933-36). 
Il se montre très critique, en 1923, sur les fautes commises par les gouvernements allemands, américains, anglais et français concernant la question des réparations de la Première Guerre mondiale, sur les erreurs des chambres de commerce et des groupements économiques français et sur l'occupation de la Ruhr. Rapporteur en 1924 d'un texte sur la justice fiscale, il affirme ses convictions réformistes : « On nous dit : Il ne faut pas avoir peur des solutions révolutionnaires. Eh bien, je m'en excuse, mais j'en ai un peu peur. Nous sortons d'en prendre - nous venons de subir la guerre pendant des années, je ne me sens pas du tout le courage de supporter et par surcroît une révolution ! C'est une question de tempérament. Et, à tout prendre, je m'y résoudrais encore si j'étais certain que la révolution produisit ce qu'on attend d'elle, mais j'ai comme un pressentiment que la révolution ne nous apporterait pas ce que nous pouvons légitimement en attendre et j'ai la conviction que c'est seulement dans le calme et le sang-froid qu'on peut réformer et améliorer un système social ». Il a cosigné en 1933 un manifeste du Comité d'accueil et d'aide aux victimes de l'antisémitisme allemand.

### Directeur de cabinet de ministres
Désigné secrétaire général d'un comité technique de l'alimentation, une commission consultative du ministère du commerce, et directeur de son bureau de documentation, il est nommé en 1932 directeur du cabinet du ministre du commerce et de l'industrie Julien Durand. Ce qui lui vaut d'être promu officier de la Légion d'honneur. Mais aussi d'être interrogé en 1934 par la commission d'enquête parlementaire constituée à la suite de l'affaire Stavisky. Fin janvier 1936, il est nommé directeur de cabinet du ministre de l'éducation nationale Henri Guernut, l'un des vice-présidents de la Ligue des droits de l'homme.

### Membre du CAED et défenseur du libéralisme
Il est admis en 1921 membre de la Société d'économie politique, un bastion du libéralisme orthodoxe. Le très libéral Jacques Lacour-Gayet, membre aussi de cette association, le fait entrer dans les années 1930 au Comité d'action économique et douanière (CAED), lié au monde du grand commerce parisien. Il devient son conseiller juridique. Il anime aussi un autre organisme lié au CAED et au grand commerce: il est directeur du bureau français pour l'étude de la distribution. 
Au cours des années 1930, alors que les idées libérales sont remises en cause par la crise, il prend la défense du libéralisme économique. Il apporte son concours au Groupement de défense des libertés économiques de Pierre Lhoste-Lachaume. 
Après la Seconde Guerre mondiale, il collabore à la Nouvelle revue de l'économie contemporaine d'Achille Dauphin-Meunier. Il continue aussi d'apporter son soutien au CAED, en publiant trois livres ou brochures publiés par les éditions Spid, fondées par Lacour-Gayet avant la guerre, et dirigées par le fils de ce-dernier, Michel.

### L'exil new-yorkais durant la Seconde Guerre mondiale
Juif, il est menacé par les lois antisémites du régime de Vichy et des autorités d'occupation allemandes. A la rentrée de 1940, le premier statut des juifs s'applique à la faculté de droit. Il est suspendu de ses fonctions pour deux ans le 31 octobre. Mais il s'est déjà exilé aux États-Unis, obtenant l'aide de la Fondation Rockefeller. A New York, il enseigne à la New School for Social Research et participe à la formation de l'École libre des hautes études. Mais il en est exclu dès 1941 en raison de ses prises de position jugées antigaullistes. Il donne de nombreuses conférences pour le compte de l'Alliance française dans des universités new-yorkaises et canadiennes, pour glorifier la pensée française. L'éditeur américain et francophile Brentano's lui permet de publier plusieurs livres ou brochures, consacrés à la littérature mais aussi à la question de la démocratie à rebâtir en France. Il note par exemple dans La Démocratie française, hier, aujourd'hui, demain: « Tout libéral que je sois, j'ai toujours été choqué de la liberté qu'on laissait, en France, à la propagande, violente en actes aussi bien qu'en paroles, à quoi se livraient les royalistes et les communistes » . 
Il est réintégré dans ses fonctions à la Libération, en octobre 1944 mais il préfère demeurer aux États-Unis et revient tardivement en France, quelques semaines avant son décès.

## Publications
- Les Idées sociales de Renouvier, Thèse pour le doctorat, M. Rivière, 1908, 336 p.
- Les Cahiers de 1789, au point de vue industriel et commercial, Thèse pour le doctorat ès-sciences juridiques,  M. Rivière, 1910, 276 p.
- Pages choisies, Auguste Comte. Notice sur la vie et la doctrine de Comte et commentaires reliant les divers morceaux, G. Crès, 1912, 387 p.
- La Crise économique et la baisse des salaires, M. Rivière, 1921, 64 p.
- Le contrôle ouvrier sur la gestion des entreprises, M. Rivière, 1922, 287 p.
- Les Assurances sociales. Commentaires de la loi du 5 avril 1928,  Godde, 1928, 156 p.
- Le Mouvement syndical durant la guerre, P.U.F., 1928, 307 p.
- Avec Paul Hugon,  Le Problème des dettes interalliées. Nécessité d'une revision, Plon, 1934, 288 p. Prix Fabien de l'Académie française
- Questions actuelles d'économie rurale, Sirey, 1939, 269 p.
- Avec André Choquet, Manuel de législation ouvrière, Delagrave, 1939, 342 p.
- Les Salons littéraires et la société française, 1610-1789, New York, Brentano's, 1943, 363 p.
- La Démocratie française, hier, aujourd'hui, demain, Brentano's, New York, 1944, 79 p.
- Le Romantisme social, Brentano's, New York, 1944, 439 p.
- Le Conflit des doctrines économiques en France à la veille de la guerre, Brentano's, New York, 1944, 46 p.
- Artifices et mystifications littéraires, Dussault et Péladeau, Montréal, 1945, 232 p.
- La reconversion économique aux États-Unis: de l'économie de guerre à l'économie de paix, Spid, 1945, 90 p.
- La leçon des grèves américaines: 1945-1946, Spid, 1946, 179 p.[40]
- L'unité européenne par l'intercitoyenneté, Spid, 1948, 121 p.